# Hurrikan Dean
Hurrikan Dean war der vierte benannte Sturm, der erste Hurrikan, und der erste große Hurrikan der atlantischen Hurrikansaison 2007. Dean war der stärkste atlantische Hurrikan seit Hurrikan Wilma im Jahre 2005 und ist der neuntstärkste Hurrikan im Atlantik seit Beginn der Wetteraufzeichnungen. Als Dean mit 906 hPa Zentraldruck in Mexiko auf Land traf, wurde er zum drittstärksten Hurrikan, der jemals im Atlantik an Land ging. Dean, ein klassischer Kap-Verde-Typ-Hurrikan, nahm einen westnordwestlichen Kurs durch die Karibik, wo er zunächst am 20. August südlich an Jamaika vorbeizog, am 21. August auf der Halbinsel Yucatán an Land ging, und schließlich am 22. August, nachdem er Yucatán in die Bucht von Campeche überquert hatte, noch einmal im mexikanischen Bundesstaat Veracruz auf Land traf.
Mindestens 42 Todesfälle wurden bestätigt und die versicherten Schäden beziffern sich auf 1,8 Milliarden US-Dollar.
Dean war der erste Hurrikan seit Hurrikan Andrew vor 15 Jahren, der mit Kategorie-5-Intensität an Land ging. Obwohl Dean ein viel größerer Hurrikan als Andrew war, richtete der Sturm weniger Schäden an, da er in sehr dünn besiedeltem Gebiet auf Land traf.

## Sturmverlauf

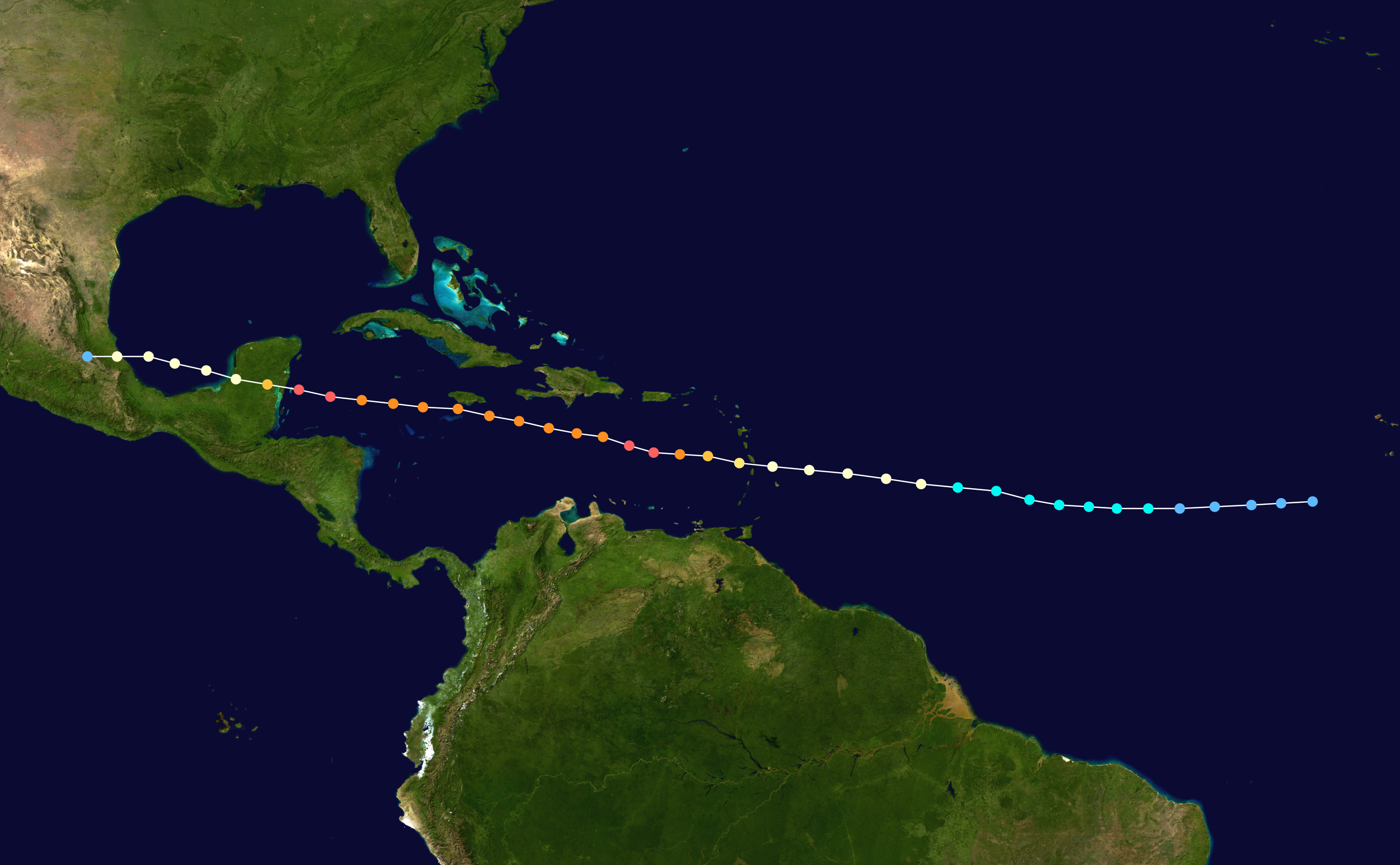
Verlauf von Hurrikan Dean

Am 11. August verließ eine starke tropische Welle die afrikanische Küste und traf auf gute Entwicklungsbedingungen. Die Welle konnte sich schnell entwickeln und wurde schon am 13. August, nach Analyse von Infrarot- und konventionellen Satellitenbildern, in ein tropisches Tiefdruckgebiet aufgestuft, als es etwa 835 km westsüdwestlich der Kapverdischen Inseln gelegen war.
Leichte östliche Windscherung verzögerte zunächst eine schnellere Entwicklung, doch am 14. August wurde das System, aufgrund von QuikSCAT Daten, in einen tropischen Sturm aufgestuft.
Dean konnte sich dann stetig verstärken, eine schnellere Entwicklung wurde jedoch durch trockene Luft, sowie kühleren Luftzufluss verlangsamt. Am 15. August organisierte sich das System weiter und am selben Tag wurde entdeckt, dass Dean eine partielle Eyewall aufbaute. Der Sturm verbesserte über Nacht weiterhin seine Organisation und intensivierte sich schließlich am Morgen des 16. August in einen Hurrikan. Ein Hochdruckrücken, der nördlich des Hurrikans gelegen war, steuerte das System kontinuierlich in Richtung Westen, auf die Karibik zu.
Der Sturm konnte sich daraufhin schnell zu einem Hurrikan der Kategorie 2 verstärken, doch danach verhinderte trockene Luft, die durch westliche Windscherung in das System geblasen wurde, die weitere Intensivierung, sowie die Aufrechterhaltung einer geschlossenen Eyewall. Als Dean am 17. August die kleinen Antillen passierte, entdeckte ein Aufklärungsflugzeug, dass Dean eine geschlossene Eyewall aufgebaut hatte. Wenig später entdeckte das Flugzeug, dass sich Dean in einen Hurrikan der Kategorie 3 verstärkt hatte. Dean konnte sich, nachdem die westliche Scherung abklang, noch am 17. August in einen Kategorie-4-Hurrikan intensivieren und vergrößerte nicht nur seine Intensität, sondern auch sein Windfeld, also den Radius seiner größten Winde. Am 18. August entdeckte ein weiteres Aufklärungsflugzeug, dass sich in Dean eine doppelte Eyewall ausgebildet hatte, was auf eine bevorstehende Eyewall-Neubildung hindeutete. Dean schwächte sich am 19. August, nach der Vervollständigung der Eyewall-Neubildung leicht ab, just als er südlich an Jamaika vorbeizog.
Der Sturm konnte sich jedoch wenig später wieder verstärken, als am 20. August noch einmal eine doppelte Eyewall in Dean entdeckt wurde, die jedoch wenig später wieder verschwand. Der Hurrikan, der noch immer unter dem Einfluss des Hochdruckrückens in Richtung West-Nordwesten gesteuert wurde, bewegte sich danach über Gewässer mit extrem hohen Hitzegehalt, das heißt, dass das 26 °C Isotherm, das ein Hurrikan zur Intensivierung benötigt, bis zu einer großen Tiefe reicht, und konnte sich dadurch weiter verstärken.
Die Eyewall wurde prominenter und das Auge wurde besser definiert. Der extrem hohe Hitzegehalt führte dazu, dass sich das System in einen Kategorie-5-Hurrikan verstärkte, weniger als 335 km bevor der Hurrikan auf der Yucatán auf Land traf. Der Hurrikan konnte sich noch bis unmittelbar vor dem Land weiter verstärken und ein Aufklärungsflugzeug fand Winde von 270 km/h und einen Zentraldruck von 906 mbar, kurz bevor er mit seiner größten Intensität auf ein relativ dünn besiedeltes Gebiet in der Nähe der belizisch-mexikanischen Grenze traf.
Der Sturm schwächte sich über Land ab und traf am 21. August als Kategorie-1-Hurrikan in der Bucht von Campeche wieder auf Wasser. Zuerst wurde befürchtet, dass der Sturm wieder rasch an Stärke gewinnen könnte, doch der innere Kern des Sturm überstand die Interaktion mit dem Land nicht intakt und der Sturm konnte sich nur noch auf Kategorie 2 Stärke verstärken, als er am 22. August das zweite Mal in Mexiko, diesmal im Bundesstaat Veracruz, an Land ging. Der Sturm schwächte sich daraufhin über den hohen Bergen Mexikos sehr schnell ab, und degenerierte am 23. August in ein Resttief.

## Vorbereitungen
Etwa ein Dutzend Kreuzfahrtschiffe änderten ihre Fahrtrouten, um dem Hurrikan und seinen Auswirkungen auszuweichen.
Am 15. August schossen Ölfutures in die Höhe, da Analysten Auswirkungen durch Hurrikan Dean auf die Raffinierungskapazität in Betracht zogen. Diverse Ölfirmen brachten Hilfsbelegschaften, sowie „nicht notwendige“ Arbeiter von diversen Bohrinseln im Golf von Mexiko in Sicherheit.
Am 19. August traf PEMEX, der staatlich mexikanische Ölkonzern, Vorbereitungen, um die Ölförderung einzustellen, indem 13.360 Arbeiter von mehr als 140 Ölplattformen in Sicherheit gebracht wurden. Als der Sturm weiter an Kraft gewann, wurden weitere Arbeitskräfte in Sicherheit gebracht und alle 407 Förderungsstationen aufgegeben. Diese Maßnahmen verringerten die weltweite Erdölproduktion um 2,65 Millionen Barrel, die Erdgasproduktion um 74.000 Kubikmeter täglich.

### Kleine Antillen
Als sich der Hurrikan den Kleinen Antillen näherte wurden von den lokalen Wetterdienststellen Sturmwachen und -warnungen ausgegeben, die die Bevölkerung zu Vorbereitungen aufforderten. Hurrikanwarnungen wurden für St. Lucia, Dominica sowie für Martinique und Guadeloupe, Hurrikanwachen für Saba und Sint Eustatius, Tropensturmwarnungen für Barbados, Antigua, Barbuda, St. Kitts, Nevis, St. Maarten, St. Vincent und die Grenadinen, die amerikanischen Jungferninseln, sowie den britischen Jungferninseln und Tropensturmwachen für St. Maarten, St. Vincent, Grenada, Montserrat, sowie Anguilla herausgegeben.
Die Flughäfen wurden geschlossen und Notunterkünfte wurden für Touristen sowie Einheimische aufgestellt.

### Große Antillen
Eine Hurrikanwarnung wurde für ganz Jamaika, für Haiti von Port-au-Prince zur dominikanischen Grenze, und für die Dominikanische Republik von Barahona zur haitianischen Grenze, herausgegeben. Für den übrigen Teil von Hispaniola und für Kuba, zwischen Provinz Camagüey und Guantánamo, wurden Tropensturmwarnungen herausgegeben.
Hunderttausende wurden von gefährdeten niedrig liegenden Gebieten und Küstenregionen in Sicherheit gebracht.

### Belize
Hurrikanwarnungen wurden für die Küstenregionen nördlich von Belize City ausgegeben und die Bevölkerung wurde aufgefordert sich für Winde von 240 km/h vorzubereiten. Am 16. und 17. August beriet sich die neu gegründete belizische Küstenwache mit Notfallkomitees von Caye Caulker und Ambergris Caye über die Möglichkeit diese Inseln per Flugzeug oder per Boot zu evakuieren.

### Honduras
Honduras, besonders der Norden des Landes und die Islas de la Bahía, wurde vorbeugend für 48 Stunden in Alarmbereitschaft versetzt. Außerdem wurden Auffangorte errichtet, die falls nötig 10.000 Menschen für 15 Tage versorgen konnten.

### Mexiko
Am 17. August, nach Anfrage der Landesregierung von Quintana Roo, erklärte die Abteilung für zivile Sicherheit des mexikanischen Innenministeriums den Notstand für den ganzen Bundesstaat, sowie die Städte Cancún, Playa del Carmen und Chetumal und die Inseln Cozumel, Isla Mujeres und Holbox. Am 18. August begannen die Behörden mit Evakuierungen von Teilen Quintana Roos, indem sie 2.500 Menschen von Holbox, sowie 80.000 Touristen vom restlichen Bundesstaat in Sicherheit brachten. Mit 20.000 vorbereiteten Essensrationen versetzte sich Yucatán, Quitana Roos Nachbarbundesstaat, in Alarmbereitschaft und in Cancún wurden Notunterkünfte für 73.000 Personen errichtet.

### Vereinigte Staaten
Die Abteilung für Heimatschutz und Notfallvorbereitung des Gouverneuramts von Louisiana aktivierte ihren Krisenstab, um den Sturmverlauf zu überwachen und Vorbereitungen zu koordinieren. Die Gouverneurin von Louisiana Kathleen Blanco erklärte am 17. August den Notstand und bat um eine Notfallserklärung des Präsidenten, um Louisiana noch vor Eintreffen des möglichen Sturmes Zugang zu staatlichen Geldmitteln zu gewähren. Texas war schon im Juni und Juli von schweren Regenschauern heimgesucht worden, und der Tropensturm Erin sorgte noch immer dafür, dass die Böden gesättigt waren. Gouverneur Rick Perry befürchtete, dass weitere Regenfälle durch Dean Überschwemmungen verursachen könnten und versetzte daher 250 Mann des texanischen Parks und Wildnisamtes in Bereitschaft, bei möglichen Evakuierungen mit Booten zu helfen. Er war außerdem dazu bereit 10.000 Soldaten in das Krisengebiet zu schicken, doch da Dean die Vereinigten Staaten verfehlte, war dies nicht notwendig.
Die texanische Mineralölindustrie schickte Treibstoffladungen in die Küstengebiete, um im Falle einer Störung der Treibstoffverteilung durch den Sturm trotzdem eine adäquate Treibstoffversorgung sicherzustellen.
In Vorbereitung einer Evakuierung errichtete das texanische Transportamt außerdem eigene Evakuierungsfahrbahnen ein.
Die NASA verkürzte die Shuttlemission STS-118 in Befürchtung Dean könne das Mission Control Center in Houston erreichen. Dahingehend wurde der letzte Raumausstieg um zwei Stunden verkürzt, was den Astronauten ermöglichte, einen Tag früher auf die Erde zurückzukehren.

## Auswirkungen
Fünfzehn Staaten fühlten die Auswirkungen von Hurrikan Dean und der Sturm forderte auf seinem Weg durch die Karibik 42 Todesopfer. Der Hurrikan wütete zuerst am 17. Oktober über den Kleinen Antillen, später, als der Sturm in die Karibik zog, erreichten die äußeren Regenbänder die Großen Antillen. Dean passierte Jamaika als ein Kategorie-4-Hurrikan und verstärkte sich, knapp bevor er am 21. August auf der Halbinsel Yucatán auf Land traf, in einen Kategorie-5-Hurrikan. Am 22. August ging er abgeschwächt noch einmal in Mexiko, diesmal im Bundesstaat Veracruz, an Land.
| Todesfälle und Schäden durch Hurrikan Dean                                 |                |                     |                   |                      |              |              |                  |                      |
| Land                                                                       | Zahl der Toten | Bundesstaat/ Region | Bundesstaat total | Bezirk/ Ort          | Bezirk total | Direkte Tote | Schäden (USD)    | Quelle               |
| Dominica                                                                   | 2              |                     |                   |                      |              | 2            | Unbekannt        | [ 51 ]               |
| Dominikanische Republik                                                    | 6              |                     |                   |                      |              | 6            | Unbekannt        | [ 52 ]               |
| Haiti                                                                      | 11             |                     |                   |                      |              | 11           | Unbekannt        | [ 53 ]               |
| Jamaika                                                                    | 3              |                     |                   |                      |              | 3            | Unbekannt        | [ 54 ] [ 55 ] [ 56 ] |
| Frankreich                                                                 | 2              | Martinique          | 2                 |                      |              | 0            | ~$270 Millionen  | [ 57 ]               |
| Mexiko                                                                     | 14             | Hidalgo             | 6                 | Zacualtipán          | 2            | 6            | ~$800 Millionen  | [ 58 ] [ 59 ]        |
| Mexiko                                                                     | 14             | Hidalgo             | 6                 | Cuautepec            | 2            | 6            | ~$800 Millionen  | [ 58 ] [ 59 ]        |
| Mexiko                                                                     | 14             | Hidalgo             | 6                 | San Agustín Tlaxiaca | 1            | 6            | ~$800 Millionen  | [ 58 ] [ 59 ]        |
| Mexiko                                                                     | 14             | Hidalgo             | 6                 | Pachuca              | 1            | 6            | ~$800 Millionen  | [ 58 ] [ 59 ]        |
| Mexiko                                                                     | 14             | Jalisco             | 2                 | Puerto Vallarta      | 2            | 2            | ~$800 Millionen  | [ 60 ] [ 61 ]        |
| Mexiko                                                                     | 14             | Michoacán           | 1                 | Paracho              | 1            | 1            | ~$800 Millionen  | [ 58 ]               |
| Mexiko                                                                     | 14             | Puebla              | 6                 | Tepetzintla          | 4            | 6            | ~$800 Millionen  | [ 62 ]               |
| Mexiko                                                                     | 14             | Puebla              | 6                 | Pahuatlán            | 1            | 6            | ~$800 Millionen  | [ 62 ]               |
| Mexiko                                                                     | 14             | Puebla              | 6                 | Unbekannt            | 1            | 6            | ~$800 Millionen  | [ 62 ]               |
| Mexiko                                                                     | 14             | Veracruz            | 1                 | Xalapa               | 1            | 0            | ~$800 Millionen  | [ 62 ] [ 63 ]        |
| Nicaragua                                                                  | 1              |                     |                   |                      |              | 1            | Unbekannt        | [ 64 ]               |
| Saint Lucia                                                                | 1              |                     |                   |                      |              | 1            | Unbekannt        | [ 1 ]                |
| Vereinigte Staaten                                                         | 1              | Florida             | 1                 | Sarasota             | 1            | 1            | Keine            | [ 65 ]               |
| Insgesamt:                                                                 | 41             |                     |                   |                      |              | 39           | ~$3,8 Milliarden | [ 66 ]               |
| Wegen unterschiedlicher Quellen könnten Gesamtzahlen nicht übereinstimmen. |                |                     |                   |                      |              |              |                  |                      |

### Kleine Antillen

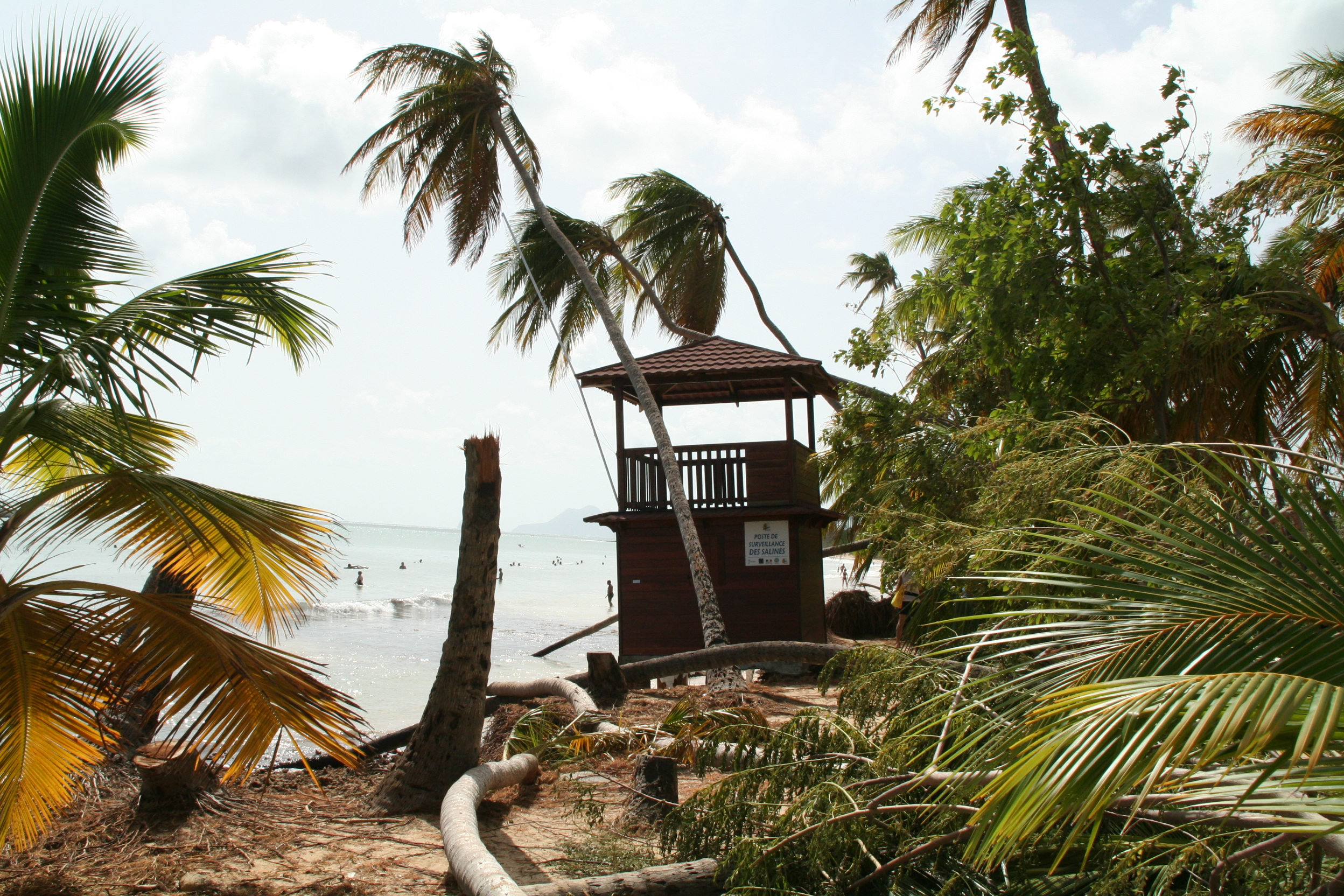
Ein Rettungsschwimmerturm steht zwischen umgefallenen Palmen auf Martinique, zwei Tage nachdem Hurrikan Dean die Insel passiert hatte.

Hurrikan Dean gelangte noch am 17. August als Kategorie-2-Hurrikan durch den St. Lucia Kanal, der sich zwischen St. Lucia und Martinique befindet, in die Karibik. Der Sturm tötete sechs Menschen, beschädigte Häuser auf den Inseln und verwüstete einen Großteil der Landwirtschaft auf St. Lucia, Martinique, Dominica und Guadeloupe, indem 80–100 % der Bananenernten zerstört wurden.

### Große Antillen

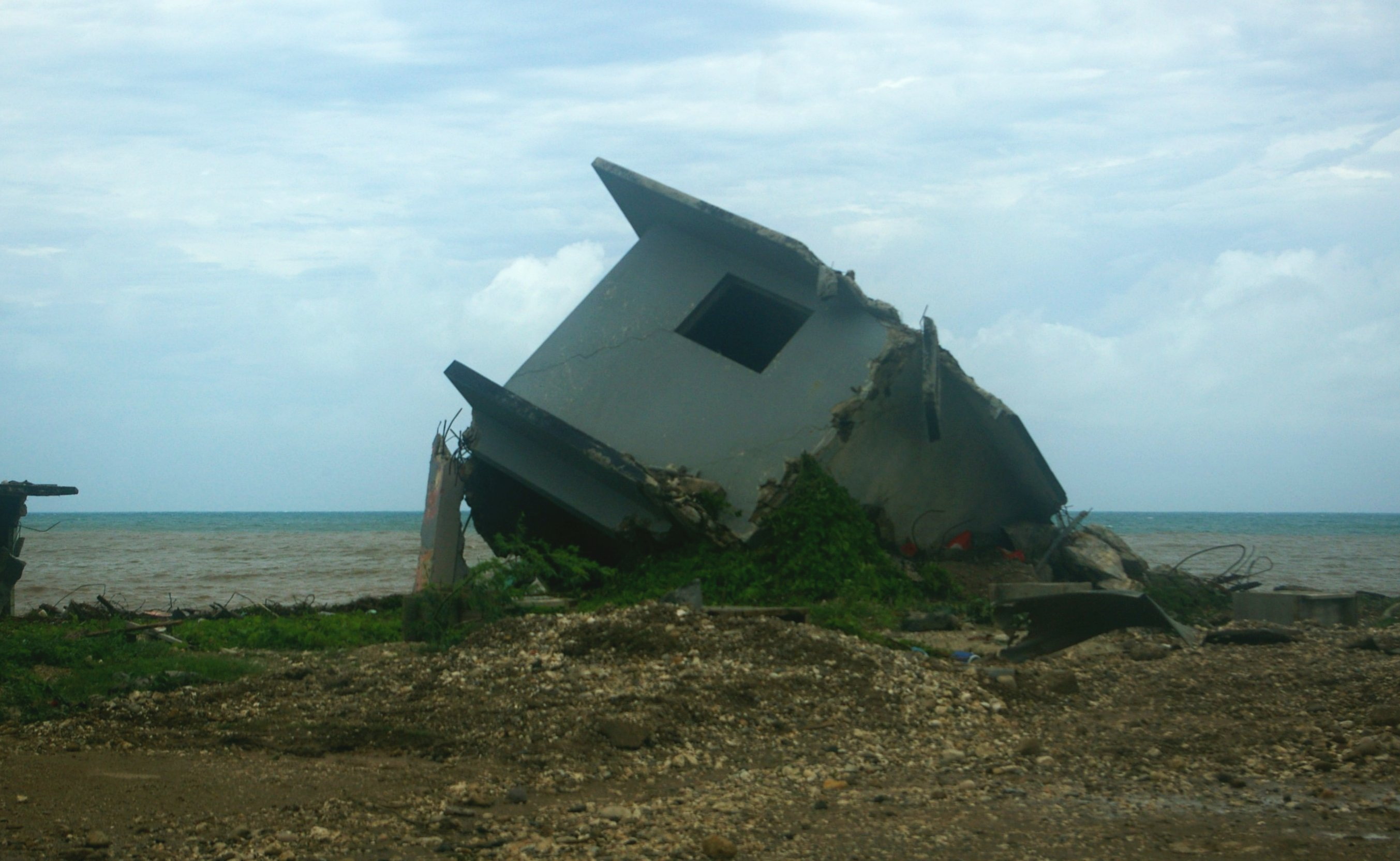
Ein durch Dean zerstörtes Haus in Kingston, Jamaika

Der Sturm passierte die Großen Antillen größtenteils südlich, aber seine äußeren Regenbänder brachten heftige Windböen und starke Regenschauer über einen Großteil der Inseln. Die Kaimaninseln, Puerto Rico und Kuba wurden großteils von den Auswirkungen des Sturms verschont, doch der Sturm zog nur 80–100 km südlich an Jamaika vorbei und brachte Winde in Hurrikanstärke, sowie heftige Regenfälle, die Überschwemmungen und Erdrutsche verursachten, mit sich. Die Winde zerstörten außerdem viele Gebäude und dem Sturm fielen in Jamaika drei Menschen zum Opfer. Haiti und die Dominikanische Republik, die sich die Insel Hispaniola teilen, wurden zwar größtenteils von den Winden des Hurrikans verschont, heftige Regenfälle töteten aber 15 Menschen und machten Hunderte obdachlos.

### Nicaragua
Auch wenn kein direkte Auswirkungen in Nicaragua beobachtet werden konnten, ertrank ein vierjähriges Kind, nachdem ein Boot wegen hoher Wellen und starken Windes im Kukra Fluss gekentert war.

### Mexiko

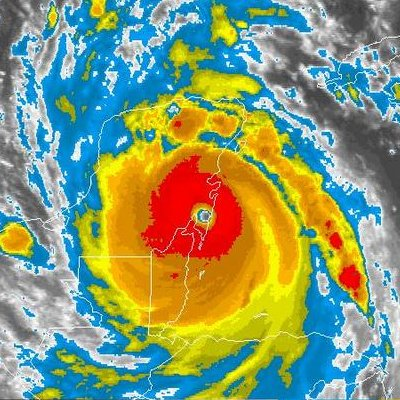
Infrarotaufnahme von Dean beim Landgang als Kategorie-5-Hurrikan

Der Hurrikan traf am 21. August um 3:30 Uhr Ortszeit die mexikanische Küste, nahe der Costa Maya in Quintana Roo. Dabei wurden Windböen von über 320 km/h gemessen. Die Touristenstädte Cancún und Cozumel wurden größtenteils von den Auswirkungen des Sturmes verschont, doch schwere Zerstörungen und Überflutungen wurden in der Hauptstadt Chetumal, das nur 65 km vom Landgangspunkt entfernt war, berichtet. Zuerst fiel es schwer mit den Gebieten der Costa Maya, die direkt vom Sturm getroffen wurde, Kontakt herzustellen, erst später wurde bekannt, dass das Gebiet, das ungefähr 200 Einwohner hatte, vollkommen zerstört worden war. Die Sturmflut und starke Winde zerstörten oder beschädigten hunderte Gebäude. Nachdem der Sturm das zweite Mal in Veracruz an Land gegangen war, traten in den Bergen des Bundesstaates Hidalgo zwei Flüsse über die Ufer und Regen fiel bis zur Pazifikküste. Der Gouverneur von Veracruz, Fidel Herrera, sprach von einem „gewaltigem Ausmaß der Zerstörung“. Die Erdölherstellung wurde nicht sonderlich getroffen und konnte schnell wieder aufgenommen werden. 
| Rang                              | Hurrikan    | Saison | zentraler Luftdruck |
| --------------------------------- | ----------- | ------ | ------------------- |
| 1                                 | „Labor Day“ | 1935   | 892 mbar (hPa)      |
| 2                                 | Gilbert     | 1988   | 900 mbar (hPa)      |
| 3                                 | Dean        | 2007   | 906 mbar (hPa)      |
| Quelle: National Hurricane Center |             |        |                     |

In Mexiko wurden mindestens 11 Menschen durch Hurrikan Dean getötet. 100–200 mm Regen fiel in den Bundesstaaten Jalisco und Nayarit. Diese Regenmengen töteten eine Person in Jalisco, als eine Schlammlawine 10 Häuser traf. Eine Person wurde in Puebla getötet, als ihn eine Mauer in seinem Haus erschlug, und 5 weitere starben durch Schlammlawinen. Eine Person in Veracruz kam in den Stromkreis, als sie Dacharbeiten ausführte und wurde getötet. In Michoacán wurde ein Mann unter einem Baum vom Blitz erschlagen, und in Hidalgo starben zwei Menschen, als das Dach ihres Hauses einstürzte.
Der versicherte Schaden beträgt 400 Millionen US-Dollar.

### Vereinigte Staaten
Auch wenn die Vereinigten Staaten keine direkten Auswirkungen durch Hurrikan Dean spürten, gab es dennoch hohe Wellen und gefährliche Brandungsrückströme in Florida. In Siesta Key ertrank ein Schwimmer aufgrund solcher Brandungsrückströme, 35 weitere mussten gerettet werden. Das Resttief von Dean zog vom Pazifik aus am 26. August über Santa Barbara nach Südkalifornien und brachte schwere Gewitter und lokale Überflutungen mit sich. Das Tiefdruckgebiet überquerte die Mojave-Wüste am 27. August und brachte einen Rekordniederschlag nach Las Vegas. Dort verursachte es geringfügige Schäden und Überflutungen.

## Nachwirkungen

### Streichung des Namens
Der Name Dean wurde, aufgrund seiner Auswirkungen, offiziell am 13. Mai 2008 während der jährlichen Versammlung der World Meteorological Organization in Orlando, Florida für immer aus den Namenslisten für tropische Wirbelstürme im Atlantik gestrichen. Der Name Dean wurde durch Dorian ersetzt.